# BOVAG

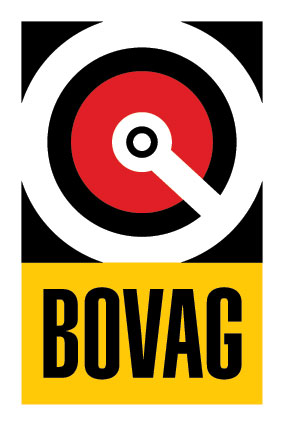
BOVAG-logo

BOVAG (BOnd Van Automobielhandelaren en Garagehouders) werd op 6 mei 1930 in Utrecht opgericht. Het is een Nederlandse brancheorganisatie van personenauto- en truckdealers, onafhankelijke (universele) auto-, schadeherstel (auto, ruit)-, tweewieler-, caravan & camper-, aanhangwagen-, motorenrevisie-,autoverhuur- en autowas- en autopoetsbedrijven, verkeersopleidingen en tankstations. BOVAG heeft per 2020 circa 8500 leden en dat aantal groeit licht. In de genoemde branches wordt jaarlijks ca. 45 miljard euro omgezet en zo'n 17 miljard aan belastingen (accijnzen, BPM) geïnd en afgedragen.

## Vereniging
BOVAG is een brancheorganisatie, gevestigd in Bunnik, die dient als belangenorganisatie, platform en nieuws-, voorlichtings- en informatiecentrum. Daarnaast is BOVAG een werkgeversorganisatie en houdt zich bezig met arbeidsvoorwaardenbeleid, arbeidsomstandigheden,  onderwijs en collectieve regelingen ten behoeve van arbeidsongeschiktheidsvoorzieningen en pensioenen. BOVAG is een vereniging met een ledenraad als hoogste toezichthoudende orgaan. De ledenraad bestaat uit 39 leden, waarmee alle afdelingen vertegenwoordigd zijn. BOVAG wordt bestuurd door een verenigingsbestuur bestaande uit zeven leden. Dit bestuur is een one-tier board met vijf gekozen bestuursleden (non-executives) en twee executive bestuursleden, die tevens de directie van de werkorganisatie vormen. BOVAG heeft 13 afdelingen, overeenkomstig de dertien sectoren die BOVAG verenigt. Elke afdeling heeft een eigen bestuur, ALV en eigen congressen en bijeenkomsten.

## Geschiedenis
BOVAG is in 1930 opgericht in Café Noord-Brabant aan het Vredenburg in Utrecht. BOVAG heeft kantoor gehouden in Den Haag en Rijswijk, waarna het 30 jaar geleden is verhuisd naar Bunnik.
In 1949 heeft BOVAG Stichting VAM opgericht, het latere Innovam. Innovam is het opleidingsinstituut voor het motorvoertuig-, tweewieler- en aanverwant bedrijf en is gevestigd in Nieuwegein. Sinds 1963 heeft BOVAG in Bovemij een eigen verzekeringsmaatschappij. De aandelen van Bovemij N.V. zijn voor 83 procent in handen van BOVAG; de overige 17 procent is in handen van leden van BOVAG.  Sinds 2008 heeft BOVAG een pechhulpverleningsdienst voor auto's. Daarmee is het een concurrent van de ANWB Wegenwacht en Route Mobiel.
In de Nederlandse rechtspraak is herhaaldelijk geprocedeerd over de geldigheid van exoneratiebedingen in de algemene voorwaarden die worden gehanteerd door bij BOVAG aangesloten ondernemers. De uitspraken die uiteindelijk door de Hoge Raad in die geschillen werden gedaan staan bekend als de BOVAG-arresten.

### Fusie
Op 1 april 2023 zijn BOVAG en FOCWA gefuseerd. De fusie komt voort uit de vraag van leden om de krachten te bundelen in de belangenbehartiging en richting politiek en opdrachtgevers zo veel mogelijk met één stem te spreken. Door de fusie houdt FOCWA op te bestaan.

## Activiteiten
De eerste en meest bekende activiteit van BOVAG is de introductie van een garantiekeurmerk in de jaren '70, ondersteund met reclamespots (Beun de Haas, gespeeld door Maarten Spanjer) op radio en TV, waarmee de bond in de jaren '80 en '90 grote bekendheid verwierf bij consumenten en potentiële leden.
Bovemij werd op 18 september 1963 door de leden van BOVAG opgericht als haar verzekeringsmaatschappij (BOvag VErzekeringsMaatschappIJ). Door aankoop en start van verschillende bedrijven is het niet alleen maar een verzekeringsmaatschappij, maar helpt het haar klanten ook met financieringen om een eigen leasevloot op te kunnen starten, met rechtshulp en (sinds de verwerving van RDC) met diverse data-oplossingen.
Voor de leden brengt BOVAG jaarlijks diverse onderzoeken uit, zoals branchemonitors, visies op de ontwikkeling van de deelsectoren en scenario-onderzoeken waarbij retailinnovaties en technologische ontwikkelingen centraal staan. Daarnaast heeft BOVAG producten en diensten beschikbaar ter ondersteuning van de leden.
In 2013 heeft BOVAG een grondig visie- en verandertraject ondergaan om toekomstbestendig te worden en nieuwe toegevoegde waarde voor de leden te bieden. Belangrijkste verandering die de bond daarbij heeft ondergaan is het verleggen van de focus naar het primaire proces van de aangesloten leden. BOVAG maakt sindsdien studie naar de veranderende consument en de veranderende marktomstandigheden in elke aangesloten sector. Op basis van deze studies heeft BOVAG programma's ontwikkeld om leden te informeren over de veranderende omstandigheden en te inspireren tot innovatie om relevant te blijven voor de consument. Meest tastbare uitvloeisel daarvan is de oprichting van een eigen occasionwebsite voor BOVAG-bedrijven met uitsluitend auto's voorzien van BOVAG Garantie. In 2020 zijn daar ook motorfietsen, e-bikes en campers aan toegevoegd.